# Maria Starzyńska
Maria Starzyńska (ur. 18 grudnia 1929 w Warszawie, zm. 2 grudnia 2010 w Warszawie) – polska pisarka i publicystka.
Studiowała na Wydziale Dziennikarstwa Akademii Nauk Politycznych w Warszawie. Debiutowała jako publicystka na łamach dziennika Słowo Powszechne. Była redaktorką Słowa Powszechnego w latach 1956–1973 oraz tygodnika WTK. W 1964 roku otrzymała nagrodę młodych im. Włodzimierza Pietrzaka, a w 1970 roku nagrodę im. Włodzimierza Pietrzaka.
Twórczość literacka:
- Osiemnasta
- Trzęsienie ziemi
- Konkurs dla najlepszego
- Legenda lat czterdziestych
- Legenda ostatniej barykady
- Arlekin i dama
- Kuszenie świętego Antoniego
- Sześć wieków jednego panowania
- Pani w kamiennym portrecie
- Jedenaście klęczników
- Sprawa
- Reportaż
- Wezwanie